# Shiamara Almeida
Shiamara Cecilia Almeida Chávez (Lima, 19 de febrero de 1996) es una voleibolista peruana que se desempeña como armadora. Su club actual es Universidad San Martín, además, es integrante de la selección peruana de voleibol desde 2012.

## Trayectoria
Shiamara Almeida se formó en las divisiones menores de Sporting Cristal, club con el que obtuvo la medalla de plata en la Liga Nacional categoría juvenil de 2013.
Ese mismo año se consolidó como la armadora del primer equipo de Cristal, ganando la medalla de bronce en la temporada 2012-13. En la Liga Nacional de 2013-14, llegó a disputar la final por el título, quedándose finalmente con la medalla de plata. Cabe resaltar que este último año Shiamara Almeida ganó el premio a la «Mejor Armadora» de la Liga Nacional de Voleibol en Perú.

## Clubes
| Club                   | País   | Año         |
| ---------------------- | ------ | ----------- |
| Sporting Cristal       | Perú   | 2010 - 2016 |
| Alianza Lima           | Perú   | 2017 - 2021 |
| Maccabi Nazareth       | Israel | 2021 - 2022 |
| CV Kiele Socuéllamos   | España | 2022 - 2023 |
| Universidad San Martín | Perú   | 2023 - Act. |

## Selección nacional
Su primera participación con la selección peruana de voleibol ocurrió en el Campeonato Sudamericano Juvenil de 2012, en que obtuvo la medalla de plata y la clasificación al Mundial Juvenil de República Checa. Ese mismo año, fue la armadora titular del equipo peruano que ganó la medalla de oro en el Campeonato Sudamericano de Menores de 2012, logrando una presea dorada para el Perú luego de 19 años.
La participación más reciente de Shiamara Almeida con su selección fue en la Copa Final Four Sub-20 2014, torneo en que obtuvo también la medalla de oro. Adicionalmente, Almeida fue premiada como la «Mejor Armadora» y la «MVP» del torneo.

## Palmarés

### Clubes
| Título                 | Club             | Año     |
| ---------------------- | ---------------- | ------- |
| Liga Nacional Juvenil  | Sporting Cristal | 2013    |
| Liga Nacional Superior | Sporting Cristal | 2012-13 |
| Liga Nacional Superior | Sporting Cristal | 2013-14 |

### Selección nacional
| Título                  | Categoría        | Sede | Año  |
| ----------------------- | ---------------- | ---- | ---- |
| Sudamericano Juvenil    | Selección sub-20 | Perú | 2012 |
| Sudamericano de Menores | Selección sub-18 | Perú | 2012 |
| Juegos Bolivarianos     | Selección sub-18 | Perú | 2013 |
| Copa Final Four         | Selección sub-20 | Perú | 2014 |

### Distinciones individuales
| Distinción       | Torneo                                     | Año     |
| ---------------- | ------------------------------------------ | ------- |
| «Mejor Armadora» | Liga Nacional de Voleibol Juvenil del Perú | 2012    |
| «Mejor Armadora» | Copa Panamericana de Voleibol Juvenil      | 2013    |
| «Mejor Armadora» | Liga Nacional de Voleibol del Perú         | 2013-14 |
| «Mejor Armadora» | Copa Final Four Juvenil                    | 2014    |
| «MVP»            | Copa Final Four Juvenil                    | 2014    |